# Siddheshwari Devi
Siddheswari Devi (Benares, Índia Britânica, 8 de agosto de 1908 – Nova Delhi, Índia; 18 de março de 1977) foi uma lendária cantora hindustani de Varanasi, Índia, conhecida como Maa (mãe). Nascida em 1908, ela perdeu os pais muito cedo e foi criada por sua tia, a famosa cantora Rajeshwari Devi. Ela morreu em 18 de março de 1977, em Nova Delhi. Sua filha Savita Devi também foi uma recohecida musicista e também morou em Delhi.

## Iniciação na música
Apesar de viver em uma família musical, Siddheswari chegou à música por acidente. Rajeshwari providenciou treinamento musical para sua própria filha, Kamleshwari, enquanto Siddheswari fazia pequenas tarefas domésticas. Certa vez, enquanto a notável tocadora de sarangi Siyaji Mishra estava ensinando Kamleshwari, ela não conseguiu repetir o tappa que estava aprendendo. Rajeshwari perdeu a paciência e começou a espancar Kamleshwari, que gritou por socorro.
A única pessoa para ajudá-la foi Siddheswari, que saiu correndo da cozinha para abraçar a prima e levou a surra no próprio corpo. Nesse ponto, Siddheswari disse a sua prima: "Não é tão difícil cantar o que Siyaji Maharaj estava dizendo a você." Siddheswari então mostrou a ela como cantá-la, executando toda a melodia perfeitamente, para a surpresa de todos.
No dia seguinte, Siyaji Maharaj veio a Rajeshwari e pediu para adotar Siddheswari em sua própria família (eles não tinham filhos). Então Siddheswari foi morar com o casal, tornando-se uma grande amiga e apoio para eles.
Este incidente comovente ficou muito vívido na mente de Siddheswari e está detalhado na biografia de Maa, em co-autoria com sua filha Savita Devi.

## Carreira musical
Posteriormente, ela também treinou com Rajab Ali Khan de Dewas e Inayat Khan de Lahore, mas seu principal guru era Bade Ramdas.
Ela cantou khyal, thumri (seu forte) e formas clássicas curtas como dadra, chaiti, kajri etc. Em várias ocasiões, ela cantava durante a noite, por exemplo, nas expedições noturnas de marajá de Darbhanga.
A cantora carnática MS Subbulakshmi aprendeu canto bhajan com Siddheshwari Devi para ampliar seu repertório para incluir um ocasional bhajan hindi, em particular para seus shows para grandes públicos em toda a Índia. Em 1989, o notável diretor Mani Kaul fez um documentário premiado sobre sua vida, intitulado Siddheshwari.

## Reconhecimentos
Ela ganhou muitos prêmios durante sua carreira, incluindo:
- Padma Shri do Governo da Índia (1966)
- Grau honorário D.Lit. da Ravindra Bharati Vishwavidyalaya, em Kolkata (1973)
- Grau Deshikottam do Vishwa Bharati Vishwavidyalaya.